# Daniel Quinn (acteur)
Daniel Quinn est un acteur américain né à Milwaukee le 19 août 1956, et mort le 4 juillet 2015.

## Biographie
Daniel Quinn a notamment joué au cinéma dans Sailor et Lula (1990) et a tenu le rôle principal dans Scanner Cop (1994). À la télévision, il a fait des apparitions dans plusieurs séries et a tenu un rôle récurrent dans le soap opera Les Feux de l'amour.

## Filmographie

### Cinéma
- 1989 : Dead Bang : James Ellis
- 1990 : Sailor et Lula : le jeune cowboy
- 1991 : La Putain : l'homme brutal
- 1991 : Motorama : Billy
- 1994 : Scanner Cop : Samuel Staziak
- 2002 : Project Viper : Alan Stanton
- 2010 : Rubber : le père
- 2012 : The Sessions : le docteur
- 2013 : Wrong Cops : le voisin

### Télévision
- 1989 : Rick Hunter (série télévisée, 3 épisodes) : Billy Joe Powell
- 1989 : Matlock (série télévisée, 2 épisodes) : Art Spring
- 1994 : Le Rebelle (série télévisée, saison 2 épisode 19) : Gabe Wilson
- 1996 : X-Files (série télévisée, saison 3 épisode Le Seigneur du magma) : Lieutenant Jack Schaefer
- 1997 : Urgences (série télévisée, saison 4 épisode 3) : Casey
- 2001 : Le Doute en plein cœur (téléfilm) : Art Sinnar
- 2001 : Preuve à l'appui (série télévisée, saison 1 épisode 7) : Steven Browning
- 2002 : Les Feux de l'amour (série télévisée, 28 épisodes) : Ralph Hunnicutt
- 2004 : FBI : Portés disparus (série télévisée, saison 2 épisode 24) : Lance Carlson
- 2005 : Monk (série télévisée, saison 3 épisode 16) : Raymond Novak
- 2007 : Esprits criminels (série télévisée, saison 3 épisode 8) : Bob Kelton